# Mestres Celestiais do Norte
Os Mestres Celestiais do Norte são uma evolução da seita do Caminho dos Mestres Celestiais (chinês tradicional: 天師道, chinês simplificado: 天师道, pinyin: Tiān Shī Dào) taoista no norte da China durante as dinastias do sul e do norte. Os Mestres celestiais do norte eram uma continuação do "Caminho" que havia sido praticado na província de Sichuan por Zhang Lu e seus seguidores. Depois que a comunidade foi forçada a se mudar em 215 E.C., um grupo de Mestres celestiais se estabeleceu no norte da China. Kou Qianzhi, de uma família que seguia o Mestre celestial, trouxe uma nova versão do taoismo do Mestre celestial para Wei do norte. O governo de Wei do norte abraçou sua forma de taoismo e a estabeleceu como a religião do estado, criando assim uma nova teocracia taoista que durou até 450 E.C. A chegada do budismo teve grande influência sobre os Mestres celestiais do norte, trazendo o monaquismo e influenciando a alimentação dos praticantes. A arte produzida em áreas dominadas pelos Mestres celestiais do norte também começou a mostrar influência budista. Quando a teocracia entrou em colapso, muitos taoistas fugiram para Louguan, que rapidamente se tornou um importante centro religioso. Os Mestres celestiais do norte sobreviveram como uma escola distinta em Louguan até o final do século VII E.C., quando se integraram ao movimento taoista mais amplo.

## História

### Wei do norte (424 – 450)

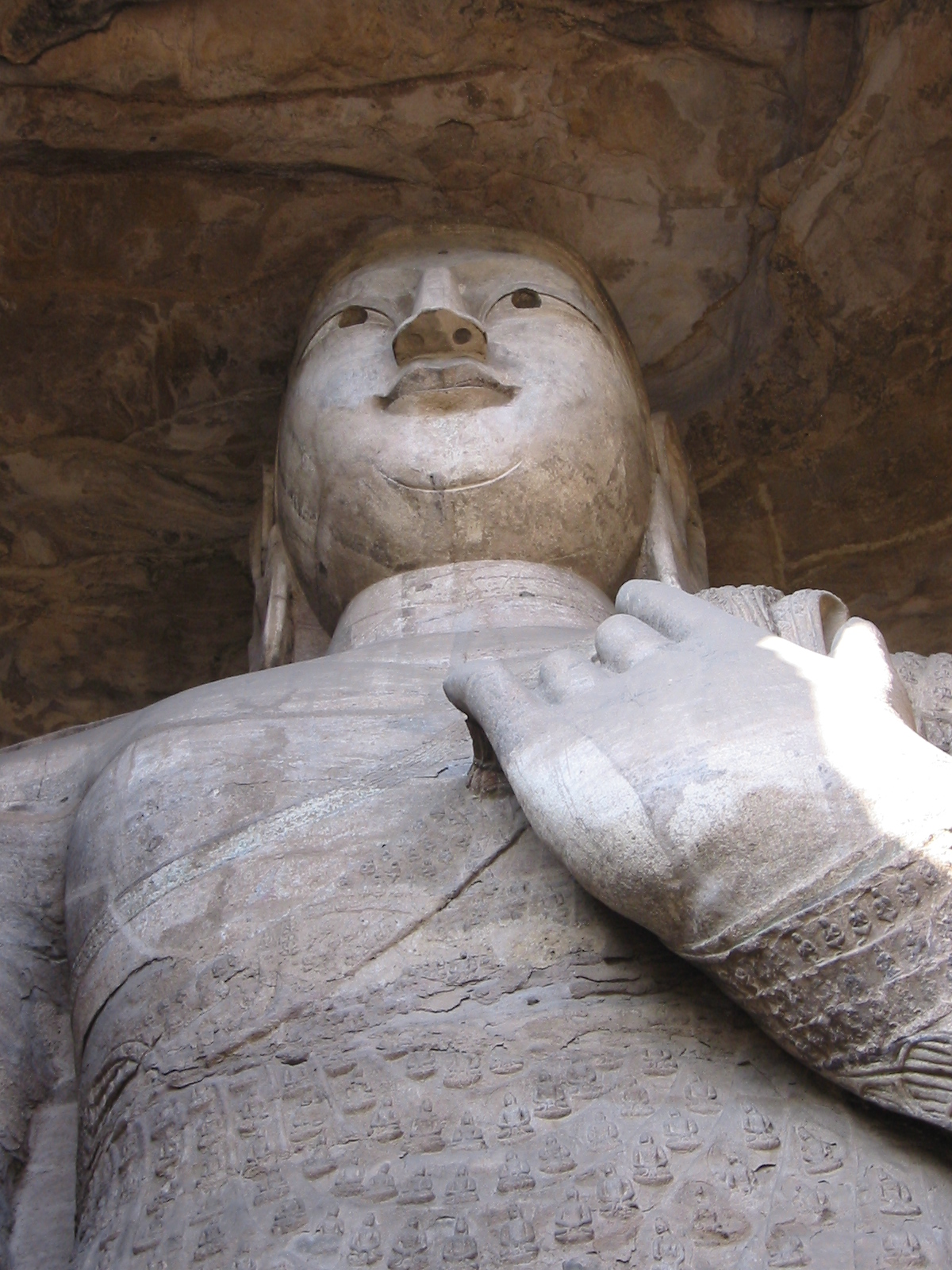
Uma estátua do Buda representando o imperador Taiwu.

Kou Qianzhi era um membro da família do Mestre celestial que veio de uma área perto de Chang'an. Inspirado pelo crescente movimento taoista no sul da China, Kou retirou-se para o monte Song em Henan para receber inspiração. Na montanha, conforme descrito no texto A história da dinastia Wei, ele foi visitado duas vezes por Laozi. Em sua primeira visita em 415, Laozi revelou a Kou um texto conhecido como Laojun Yinsong Jiejing (Novo código). Este texto continha preceitos destinados a uma nova comunidade religiosa. Em 423, um mensageiro de Laozi veio e ofereceu a Kou um novo texto chamado Lutu Zhenjing (Escritura perfeita de registros e gráficos), que agora está perdido, e o nomeou como o novo Mestre celestial.
Em 424, Kou levou esses textos consigo para a corte de Wei. Lá, ele foi recebido pelo imperador Taiwu e obteve o apoio de Cui Hao, o primeiro-ministro. Embora Cui Hao fosse um confucionista, ele admirava muito Kou e foi imediatamente atraído por ele. Cui também apreciava as habilidades matemáticas de Kou e esperava que ele pudesse ajudá-lo a melhorar suas próprias técnicas de longevidade. Eles também compartilhavam o sonho de uma "sociedade purificada", uma terra onde a paz e a justiça prevalecessem. O "Novo código" de Kou foi promulgado em todo o reino, e um grande altar foi construído perto da capital, onde 120 praticantes taoistas realizavam ritos e orações diariamente. Cui ganhou muito poder na corte e, em 444, começou a expurgar o clero budista. Isso levou a uma grande perseguição contra os budistas em 446. Em 448, Kou Qianzhi foi "libertado" de seu corpo e Cui perdeu seu maior apoiador na corte. Pouco depois da morte de Kou, Cui tinha uma história nacional da dinastia Wei contendo retratos nada lisonjeiros de seus governantes esculpidos em pedra. Isso enfureceu tanto o imperador que ele executou Cui em 450. Após a execução de Cui, a comunidade taoista foi forçada a fugir, com muitos deles se estabelecendo no centro taoista em Louguan.

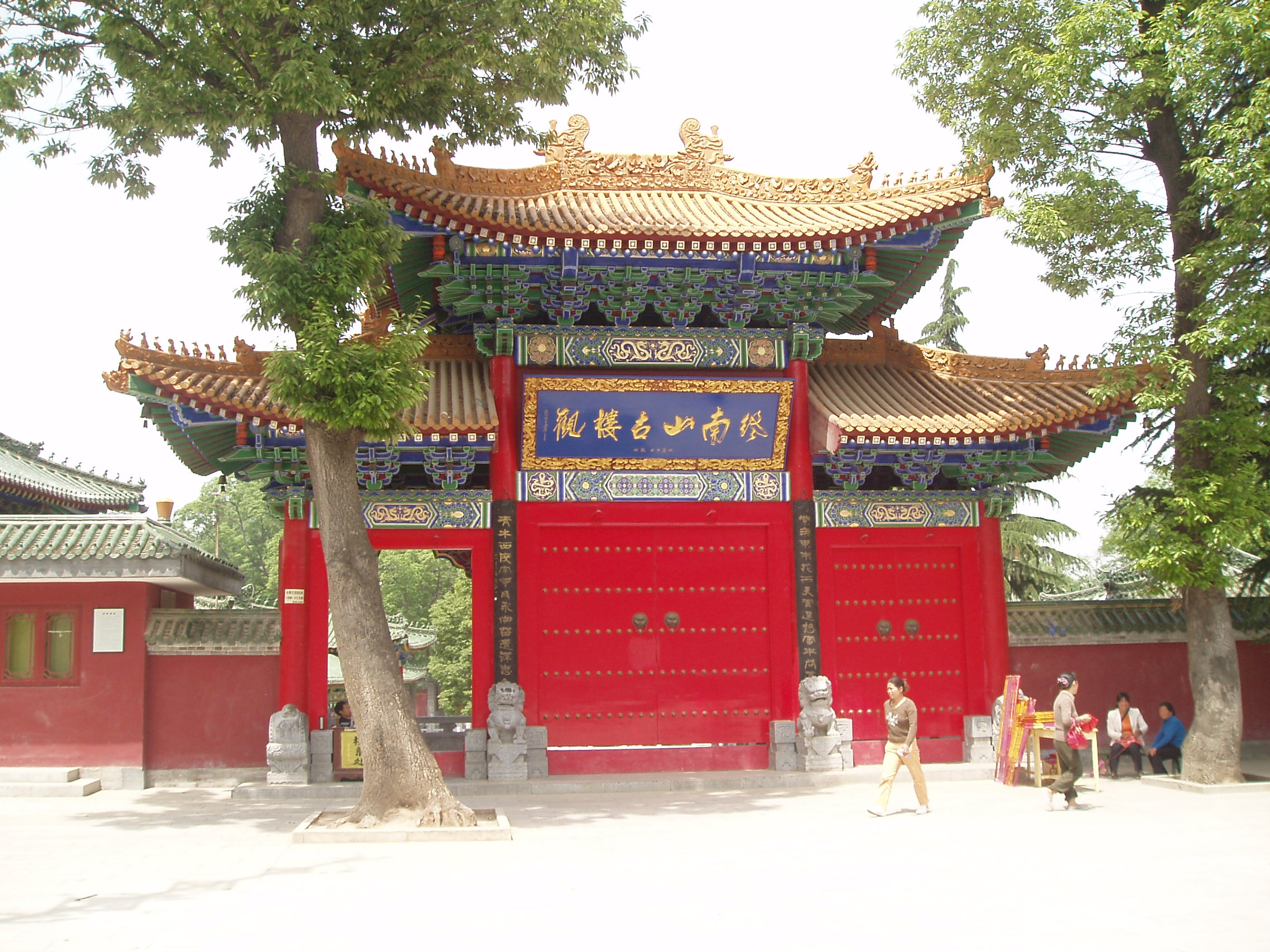
A entrada para o templo em Louguan.

### Louguan (450 – 688)
No final da década de 470, os taoistas que fugiam da corte de Wei do norte transformaram Louguan em um importante centro religioso. Segundo a lenda, Louguan costumava ser a casa de Yin Xi, o primeiro destinatário do Dao de jing. Nessa época, os prédios do centro foram amplamente expandidos e muitas escrituras taoistas foram coletadas, incluindo materiais das escolas Lingbao e Shangqing. Durante o século 7, a escola teve um papel proeminente em uma série de debates que examinaram se o budismo ou o taoismo seriam mais adequados para trazer estabilidade ao reino. O primeiro debate envolveu Fu Yi, um estudioso e taoista que propôs a abolição do budismo na China. Naturalmente, os budistas não gostaram de suas sugestões e contestaram seus argumentos em vários tratados. O segundo debate envolveu Lu Zhongqing, um amigo de Fu Yi, que escreveu sobre a inferioridade do budismo em relação ao taoismo. Os imperadores Tang apoiavam os taoistas e, em 637, emitiram um decreto que assegurava a precedência do taoismo sobre o budismo. Este édito permaneceu em vigor até 674, quando a imperatriz Wu Zetian chegou ao poder. Ao mesmo tempo, Louguan também serviu de refúgio para os taoistas que fugiam da perseguição do imperador Wu, da dinastia Liang, ao sul. O último Mestre celestial do norte, Yin Wencao, chegou a Louguan em 636 e mais tarde conquistou o favor do imperador Gaozong. Após a morte de Yin em 688, Louguan continuou sendo um importante local de aprendizado taoista, mas deixou de ser considerado parte de uma escola distinta.

## Textos
O texto mais importante do período Wei do norte dos Mestres celestiais do norte é o Laojun Yinsong Jiejing (Novo código). Este texto foi revelado a Kou Qianzhi em 415 e agora está quase perdido, exceto por alguns fragmentos. O texto sobrevivente contém trinta e seis preceitos que descrevem as regras que um taoista deve cumprir. As regras de comportamento delineavam a conduta pública adequada e o que fazer em caso de doença. Havia também diretrizes descrevendo como os banquetes deveriam ser preparados, bem como instruções rituais sobre ritos funerários, práticas de imortalidade e petições.
Um dos textos mais importantes do período Louguan da escola é chamado de Xishengjing (A escritura da ascensão ocidental). Este texto descreve a emigração de Laozi para a Índia e a transmissão do Daode Jing para Yin Xi. No entanto, o texto não é realmente uma narrativa, mas usa as histórias como uma estrutura para descrever como um adepto deve viver sua vida. O texto descreve como um adepto pode fazer uso do [[Tao|Dao][ que é inerente ao mundo, descreve técnicas de meditação e discute os resultados de viver uma vida sábia e o que acontece após a morte.

## Crenças
A variedade do daoismo do Mestre celestial do norte era semelhante e diferente da forma anterior de Zhang Lu. Ao contrário das encarnações anteriores dos Mestres celestiais, que apoiavam as práticas sexuais como meio de alcançar a imortalidade, o texto de Kou pedia que as artes sexuais fossem expurgadas da religião. Além disso, ele também afirma que a religião deve ser expurgada da imposição de impostos religiosos aos fiéis e da herança de títulos religiosos. Nos Mestres celestiais do norte, Laozi tornou-se intimamente ligado ao Buda, que se dizia ser um aluno de Laozi. Havia também requisitos dietéticos muito específicos que tinham de ser seguidos, bem como outras regras, muitas das quais foram influenciadas pelo budismo. Os Mestres celestiais do norte também foram os primeiros taoistas a praticar uma forma de monasticismo, outra ideia que veio do budismo. Kou também condenou os movimentos messiânicos e pediu que textos como o Daodejing fossem copiados e recitados. As pessoas boas na vida ganhariam a imortalidade em uma nova era, enquanto as más renasceriam como insetos ou animais.

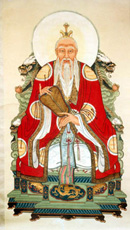
Laozi, descrito como o deus taoista.

Algumas semelhanças entre o daoismo do Mestre celestial anterior incluem o papel de Laozi. Laozi era visto como a personificação do Dao, que existiu por toda a eternidade e criou o mundo. Acreditava-se que ele era o criador do universo e veio à terra de forma intermitente para trazer as escrituras sagradas, incluindo o Daode Jing e o Xisheng Jing. Além disso, Laozi continuou a aparecer periodicamente e trazer novas escrituras tanto para Kou Qianzhi quanto para os adeptos em Louguan, cercado por uma comitiva celestial e anunciado por um enviado celestial. Laozi também estava extremamente ligado ao Buda e, em certas fontes, até se tornou o Buda ou anunciou Yinxi como o Buda.

## Práticas
Os Mestres celestiais do norte seguiam certos ritos comunitários regulares. Um desses ritos comunais envolvia banquetes formais. Essas festas podiam durar até sete dias. Para se purificar para as festas, os membros deviam abster-se de comer carne, alho, cebolinha, gengibre, alho-poró e cebola. Um banquete consistia em três pratos – vinho, arroz e uma refeição vegetariana. A atividade ritual durante as festas e outras atividades geralmente envolvia uma série de reverências e prostrações, bem como a queima de incenso. Banquetes também eram realizados quando alguém morria. Durante esses banquetes, os participantes realizavam rituais destinados a perdoar os pecados do falecido.
Embora o monasticismo existisse no budismo chinês, os Mestres celestiais do norte foram um dos primeiros grupos taoistas a praticá-lo. Kou viveu um estilo de vida monástico em Songshan, conhecida hoje por ser a localização do mosteiro Shaolin. O monasticismo desenvolveu-se ainda mais durante a fase Louguan dos Mestres celestiais do norte devido a essa influência do budismo. Durante este período, desenvolveu-se uma clara distinção entre seguidores leigos e monásticos no taoismo. A ordenação, os preceitos e a forma como os monges buscavam a salvação foram todos influenciados pelo budismo.

## Arte
Muitos objetos de arte foram produzidos no norte da China durante a época dos Mestres celestiais do norte. Esses objetos foram modelados de perto em projetos budistas. A imagem do deus (geralmente Laozi) seria esculpida na frente de uma estela de pedra, com inscrições na parte de trás ou na lateral da escultura. As inscrições eram geralmente orações aos mortos, votos de felicidade para os familiares ou votos de paz política. A iconografia e o conteúdo das inscrições mostram que existia uma estreita relação entre o taoismo e o budismo no estado de Wei do norte. Essa relação é especialmente evidente em algumas estelas de quatro lados que tinham esculturas de Laozi em dois lados e de Buda nos outros dois.